# Бібліографічний запис
Бібліографі́чний за́пис — розгорнута бібліографічна характеристика видання (твору, документального джерела), в якій бібліографічний опис доповнений тими чи іншими елементами: заголовком, анотацією чи рефератом, класифікаційними індексами, предметними рубриками, бібліотечними шифрами зберігання тощо.
Бібліографічний запис вважається найпоширенішою формою бібліографічної інформації. До складу бібліографічного запису входять заголовок бібліографічного запису і бібліографічний опис, доповнюваний класифікаційними індексами, наочними рубриками, анотацією, довідками про додаткові бібліографічні записи, датою завершення обробки документа і іншими відомостями. Ступінь повноти бібліографічного запису визначається цілями і задачами конкретної установи-укладача бібліографічної допомоги, що бібліографує.
Для уніфікації складання бібліографічного запису на міжнародному рівні, забезпечення можливості обміну результатами каталогізації розроблено новий національний стандарт ДСТУ ГОСТ 7.1:2006 «Бібліографічний запис. Бібліографічний опис. Загальні вимоги та правила складання», який набув чинності 1 липня 2007 року. Він є базовим для системи стандартів, правил, методичних посібників зі складання бібліографічного опису.
В описах для бібліографічних покажчиків відбір елементів має особливе значення, оскільки кожен покажчик має особливості в цільовому й читацькому призначенні. Вибір першого елемента запису — важливе питання, оскільки він впливає на організацію багатьох масивів документів і на їхні пошукові можливості. Перший елемент визначає місце будь-якого бібліографічного запису в алфавітних рядах каталогів бібліотек, інформаційних видань, а також бібліографічних покажчиків. Тобто вибір першого елемента — це вибір головної пошукової ознаки для того чи іншого документа. Уніфікація вибору першого елемента забезпечує сумісність різних видів і форм інформації (каталоги у вигляді картотек і книжкових видань, бібліографічні покажчики, реферативні видання тощо) і сприяє єдності пошуку в системі документальних комунікацій.
З погляду вибору першого елемента є два види бібліографічних записів: під заголовком і під назвою. У першому випадку бібліографічний опис доповнюється заголовком бібліографічного запису. Заголовок — це елемент бібліографічного запису, що розташовується попереду бібліографічного опису й призначений для впорядкування та пошуку бібліографічних записів. Він складається з однаково сформульованої основної частини, у разі необхідності доповненої уточнювальними відомостями — ідентифікуючими ознаками. Як ідентифікуючі ознаки можуть виступати дати, номери, назви місцевостей, назви спеціальностей тощо. В Україні написання заголовка бібліографічного запису регламентується національним стандартом ДСТУ ГОСТ 7.80—2007 «Бібліографічний запис. Заголовок. Загальні вимоги та правила складання».